# Ivano Comba
Ivano Comba (Pinerolo, 24 agosto 1960 – Torino, 2 febbraio 2022) è stato un calciatore italiano, di ruolo difensore o centrocampista.

## Caratteristiche tecniche
Poteva giocare come mediano, con compiti difensivi, o come terzino in marcatura sugli attaccanti avversari.

## Carriera
Cresciuto nelle giovanili della Juventus, viene aggregato alla prima squadra a partire dalla stagione 1978-1979, senza però esordire in campionato. Nel campionato 1979-1980 viene mandato in prestito alla Ternana, dove però disputa una sola partita nell'anno concluso con la retrocessione in Serie C1. Fa quindi rientro ai bianconeri che lo cedono poi allo Spezia, in Serie C1.
Nel campionato 1981-1982 si trasferisce al Sant'Angelo, sempre in terza serie, e la squadra retrocede classificandosi ultima. Inizialmente riconfermato per la stagione successiva, nella sessione autunnale del calciomercato viene acquistato dal Piacenza, squadra a cui legherà le successive sei stagioni ottenendo due promozioni (in Serie C1 al termine del campionato 1983-1984 e in Serie B nel campionato 1986-1987), oltre a vincere la Coppa Anglo-Italiana 1986.
Viene riconfermato anche tra i cadetti, disputando 30 partite nel campionato 1987-1988. Nel settembre 1988, con la conclusione del ciclo legato all'allenatore Titta Rota, viene ceduto alla SPAL, in Serie C1. Con i ferraresi arriva alla finale della Coppa Italia Serie C 1988-1989, poi persa contro il Cagliari. Chiude la carriera da professionista con tre stagioni in Serie C2 con le maglie di Rondinella e Formia, prima di tornare in Piemonte per una stagione con il Pinerolo, nel Campionato Nazionale Dilettanti 1992-1993.
Complessivamente ha disputato 339 partite in campionati professionistici, di cui 31 in Serie B.

## Palmarès

### Club

#### Competizioni internazionali
- Coppa Anglo-Italiana: 1

Piacenza: 1986

#### Competizioni nazionali
- Coppa Italia: 1

Juventus: 1978-1979
- Campionato italiano Serie C1: 1

Piacenza: 1986-1987 (girone A)